# Heteropoda tetrica
Heteropoda tetrica är en spindelart som beskrevs av Tord Tamerlan Teodor Thorell 1897. Heteropoda tetrica ingår i släktet Heteropoda och familjen jättekrabbspindlar. Inga underarter finns listade i Catalogue of Life.